# 小行星7531
小行星7531（英語：7531 Pecorelli）是一颗围绕太阳公转的小行星。1994年9月24日，Stroncone在斯特龙科内发现了此天体。
这颗小行星的绝对星等为45.08732等。